# Henri-Simon Boulard
Pour les articles homonymes, voir Boulard.
Henri-Simon Boulard (31 juillet 1783, Paris - 14 décembre 1863, Plainval) est un homme politique français.

## Biographie
Fils d'Antoine-Marie-Henri Boulard, il succède à son père comme notaire en 1808 et devient membre du conseil général de l'Oise,
Il épouse vers 1815 Émilie Françoise Bourdier(1792-1859), fille de Joseph François Bourdier de La Moulière (1757-1820), sieur de La Moulière et de son épouse. De cette union : Ernest Henri Boulard de Vaucelles (1821-1883), ingénieur des Ponts et Chaussées
Il est maire du 9e arrondissement de Paris de 1816 à 1820, puis du 11e arrondissement de Paris de 1820 à 1825.
Le 25 février 1824, il est élu député de l'Oise. Il obtient sa réélection en 1827.

## Sources
- « Henri-Simon Boulard », dans Adolphe Robert et Gaston Cougny, Dictionnaire des parlementaires français, Edgar Bourloton, 1889-1891 [détail de l’édition]